# Lou Scheimer
Lou Scheimer (* 19. Oktober 1928 in Pittsburgh, Pennsylvania; † 17. Oktober 2013 in Tarzana, Los Angeles, Kalifornien) war ein US-amerikanischer Produzent, Synchronsprecher und einer der Gründer des Zeichentrick-Filmstudios Filmation. Mit Filmation produzierte er viele Zeichentrickserien in den 1980er Jahren.

Scheimer war Mitgründer des Filmstudios Filmation

Scheimers wohl bekannteste Kreation war die Zeichentrickserie He-Man – Tal der Macht. Damit schuf Scheimer die erste auf Spielfiguren basierende Fernsehserie überhaupt.
Unter dem Pseudonym Erik Gunden arbeitete Scheimer auch als Synchronsprecher in seinen Serien. Unter anderem verlieh er den He-Man-Charakteren Orko, Stratos und König Randor seine Stimme, da das Budget für die Serie sehr schmal bemessen war und man sich eine Vielzahl von Synchronsprechern nicht leisten konnte.
Seine Tochter Erika Scheimer ist ebenfalls als Synchronsprecherin aktiv. Sie lieh u. a. den Charakteren Königin Angela oder Loo-Kee aus der Serie She-Ra - Prinzessin der Macht ihre Stimme.

## Filmografie
Zu seinen Arbeiten als Produzent und Synchronsprecher zählen u. a.:
- 1966–1970 Ein Job für Superman
- 1967–1970 Aquaman – Herrscher über die sieben Weltmeere
- 1973–1974 Die Enterprise
- 1975 The Ghost Busters
- 1979–1982 Flash Gordon
- 1983–1985 He-Man – Tal der Macht
- 1985 Das Geheimnis des Zauberschwertes
- 1985–1986 She-Ra – Prinzessin der Macht
- 1987–1989 Bravestarr